# Valentin Humnicki
Valentin Humnicki (1815 - ? ) fue un botánico francés.

## Algunas publicaciones
- valentin Humnicki. 1877. Supplément au catalogue des plantes vasculaires des environs de Luxeuil (Haute-Saône). Editor Imp. Puget, 16 pp.
- --------------------------. 1876. Catalogue des plantes vasculaires des environs de Luxeuil (Haute-Saône)

## Eponimia
- (Scrophulariaceae) Verbascum × humnickii Franch.[1]